# Jorge Julio Rocha
Jorge Julio Rocha, född den 4 april 1969 i El Reten, Colombia, är en colombiansk boxare som tog OS-brons i bantamviktsboxning 1988 i Seoul. I semifinalen förlorade han mot bulgaren Aleksandar Khristov.